# Aztec (Novo México)
Aztec é uma cidade localizada no estado americano de Novo México, no Condado de San Juan.

## Demografia
Segundo o censo americano de 2000, a sua população era de 6378 habitantes. 
Em 2006, foi estimada uma população de 7056, um aumento de 678 (10.6%).

## Geografia
De acordo com o United States Census Bureau tem uma área de 
25,4 km², dos quais 25,2 km² cobertos por terra e 0,2 km² cobertos por água. Aztec localiza-se a aproximadamente 1721 m acima do nível do mar.

## Localidades na vizinhança
O diagrama seguinte representa as localidades num raio de 32 km ao redor de Aztec. 